# Euphyia spatiosata
Euphyia spatiosata là một loài bướm đêm trong họ Geometridae.